# Hier ist in den Kater en de Kat
Hier ist in den kater en de kat is een woonhuis en beschermd monument op de Adolphe Maxlaan te Brussel, van architect Hendrik Beyaert.
Om de ontwikkeling van de nieuwe lanen te stimuleren schreef men een architectuurwedstrijd uit. De eerste prijs werd in 1876 toegekend aan dit gebouw.